# Hero shooter
Un hero shooter (lit. videojuego de disparos de héroes) es un subgénero de los videojuegos de disparos que cubre tanto el género de videojuegos de disparos en primera persona como el de videojuegos de disparos en tercera persona. Estos videojuegos enfatizan los personajes "héroes" que tienen habilidades distintivas y/o armas que son específicas para ellos.
Se ha considerado que los hero shooter tienen un gran potencial como deporte electrónico, ya que un alto grado de habilidad y coordinación surge de la importancia del trabajo en equipo.

## Diseño de juego
Los hero shooter son una variación de los videojuegos multijugador de disparos en primera o tercera persona, donde los jugadores forman dos o más equipos y seleccionan personajes "héroes" prediseñados que poseen distintivos atributos, habilidades especiales, armas y otras habilidades pasivas y activas. Los hero shooter fomentan encarecidamente el trabajo en equipo entre los jugadores de un equipo, guiando a los jugadores a seleccionar combinaciones efectivas de personajes héroes y coordinar el uso de habilidades de héroe durante una partida.
Los hero shooter toman muchos de sus elementos de diseño de los videojuegos de disparos basados en clases más antiguos, los videojuegos multijugador de arena de batalla en línea (MOBA) y videojuegos de lucha. Algunos incorporan los elementos de rol de los MOBA, donde a medida que progresa la partida, el jugador puede optar por comprar o mejorar habilidades predefinidas para su héroe seleccionado, adaptándolas a la dinámica de la partida. En otros hero shooter, los jugadores tienen la libertad de cambiar a un nuevo héroe en los puntos de reaparición para alterar la composición del equipo para desafiar mejor a sus oponentes.
Debido al enfoque en los héroes como personajes distintivos, a menudo los hero shooter presentarán más elementos narrativos que los videojuegos de disparos basados en equipos tradicionales, brindando historias de fondo para cada personaje y un énfasis en la historia y el mundo en el que se desarrollan los videojuegos.

## Historia

### Orígenes
Los orígenes de los hero shooter se remontan a los primeros videojuegos de disparos tácticos que presentaban personajes jugables basados en clases en modos multijugador. Videojuegos como Battlefield 1942 y Team Fortress Classic presentaban roles específicos que un jugador podía seleccionar que vendrían con sus propias habilidades únicas y, a veces, armas específicas que no estaban disponibles para las otras clases. Si bien la mayoría de los videojuegos de disparos tácticos eran los videojuegos principales que presentaban algún tipo de mecánica basada en clases, otros videojuegos de disparos también presentaban el mismo estilo de jugabilidad y tenían su propia versión del sistema, como Star Wars: Battlefront y Conker: Live & Reloaded.
El videojuego Team Fortress 2 de Valve en 2007 creó el marco principal y la inspiración para el subgénero. Si bien Team Fortress 2 presentaba el mismo sistema basado en clases que su predecesor, cada clase específica ahora tenía su propio "personaje" único, que venía con una personalidad y apariencia específicas. Esto hizo que los roles se desarrollaran más y se sintieran más como una persona real en lugar de solo un personaje jugable sin nombre. A medida que Valve continuó expandiendo el videojuego, la compañía lanzó medios adicionales, incluida una línea de videos "Meet the Team" ("Conoce al equipo") que ayudaron a desarrollar cada clase de personaje y su historia de fondo. Estos videos de Meet the Team establecieron el uso de videos narrativos cinemáticos utilizados en futuros hero shooter para presentar nuevos personajes héroes.

### Popularidad general: 2016-presente
El subgénero tuvo un aumento sustancial en popularidad con el anuncio de Battleborn y Overwatch en 2014; ambos videojuegos se lanzaron casi al mismo tiempo en 2016. Battleborn, de Gearbox Software, fue el primer videojuego en utilizar el término "hero shooter" en su material de prensa en septiembre de 2014. Gearbox hizo la comparación de Battleborn como un hero shooter con cómo sus videojuegos de Borderlands eran "shooter-looters" (lit. "tiradores-saqueadores"). Gearbox consideraba un hero shooter distinto de los MOBA, ya que era ante todo un videojuego de disparos en primera persona, pero similar a los «juegos centrados en personajes [y] juegos de lucha, de ahí el 'hero' ('héroe') en hero shooter». Overwatch, anunciado por Blizzard Entertainment unos meses después del anuncio de Battleborn, se inspiró en gran medida en Team Fortress 2 y los MOBA. Overwatch había evolucionado a partir del proyecto cancelado de Blizzard Titan, un videojuego de disparos en equipo basado en clases en el que el equipo de desarrollo había ideado una gran cantidad de clases, lo que provocó un aumento del alcance del proyecto y llevó a Blizzard a cancelar dicho proyecto y cortar el equipo. Para salvar lo que pudiesen, los desarrolladores restantes rediseñaron las clases en héroes individuales con historias de fondo detalladas y personalidades para crear un hero shooter centrado en equipos. Overwatch demostró ser el más popular de los dos videojuegos y, para enero de 2021, Gearbox optó por cerrar los servidores de Battleborn. El aumento de la popularidad de Overwatch fue seguido por una avalancha de videojuegos similares como LawBreakers (2017) y Gigantic (2017), así como por su secuela, Overwatch 2 (2022). El 6 de diciembre de 2024, fue lanzado Marvel Rivals, desarrollado y publicado por NetEase Games en colaboración con Marvel Games.
Los hero shooter populares modernos incluyen a Tom Clancy's Rainbow Six Siege (2015), Overwatch (2016), Paladins (2018), Apex Legends (2019), Valorant (2020), Rogue Company (2020) y Marvel Rivals (2024).